# Johann Peter Theodor Janssen
Johann Peter Theodor Janssen (ur. 1844 w Düsseldorfie, zm. 1908 tamże) – niemiecki malarz historyzmu.

## Życiorys
Johann Peter Theodor Janssen urodził się w 1844 roku w Düsseldorfie. Był najstarszym synem miedziorytnika Theodora Janssena (1817–1894). Pierwsze nauki pobierał od ojca, a następnie kształcił się w Kunstakademie Düsseldorf m.in. u Karla Ferdinanda Sohna (1805–1867) i Eduarda Bendemanna (1811–1889). Duży wpływ na sztukę Janssena miały prace Petera von Corneliusa (1783–1867) i Alfreda Rethela (1816–1859). W 1877 roku Janssen został profesorem w Kunstakademie Düsseldorf. Tworzył wielkoformatowe ścienne obrazy historyczne, m.in. przedstawiające historię Arminiusa dla ratusza w Krefeld czy historię miasta dla ratusza w Erfurcie. Janssen zmarł w 1908 w Düsseldorfie.
Nauczał rysunku m.in. Fritza Mackensena (1866–1953) i Fritza Overbecka (1869–1909).

## Twórczość

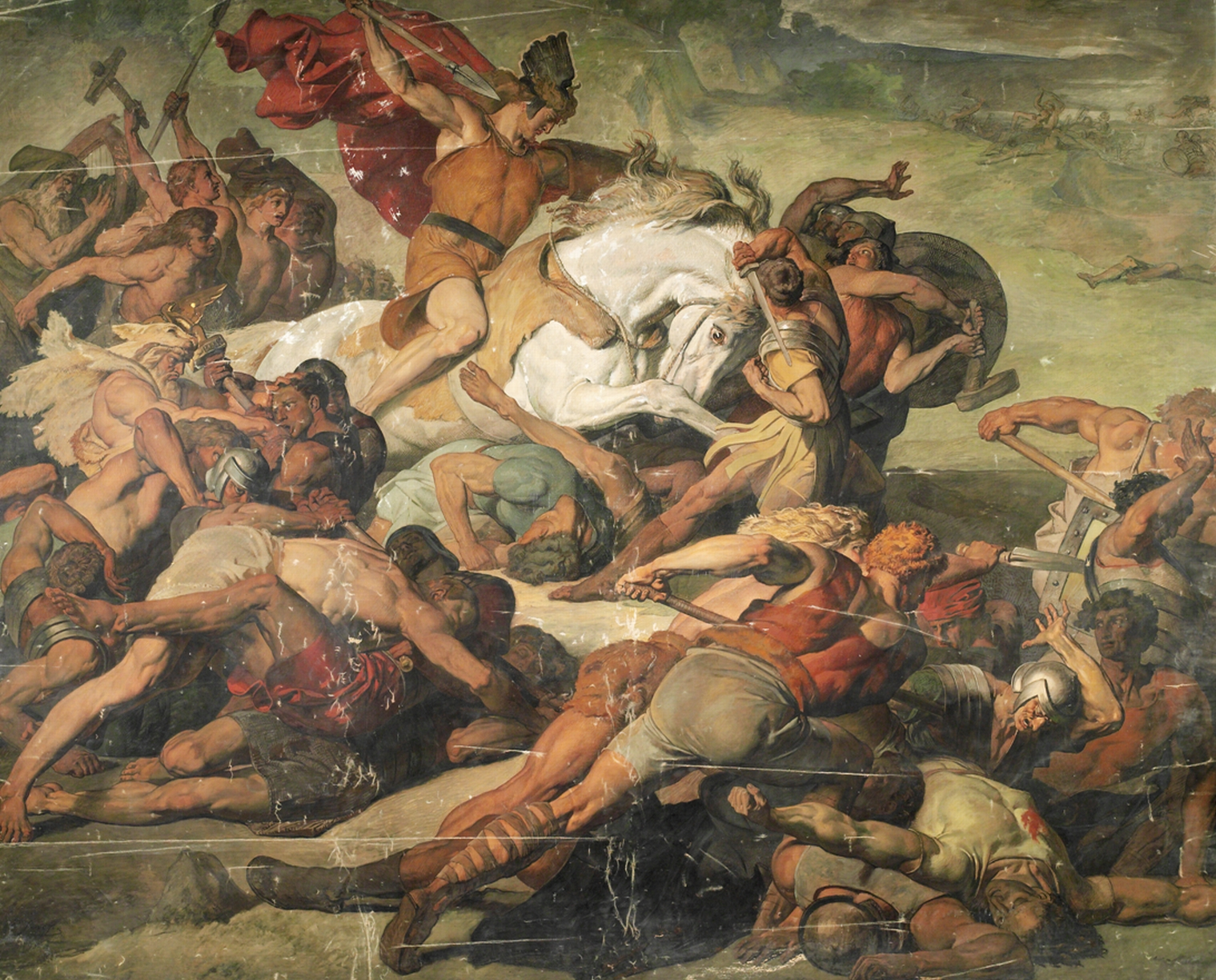
Der siegreich vordringende Hermann (1870–1873)
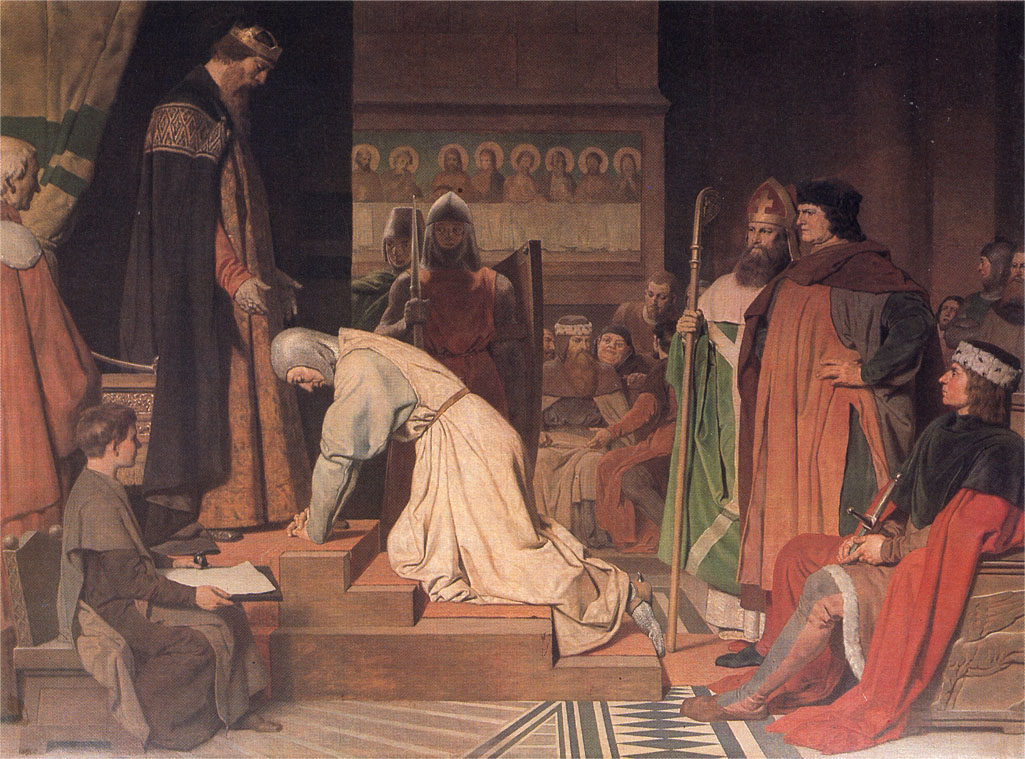
Unterwerfung Heinrichs des Löwen vor Kaiser Friedrich I. Barbarossa in der Erfurter Peterskirche im Jahre 1181 (1882)
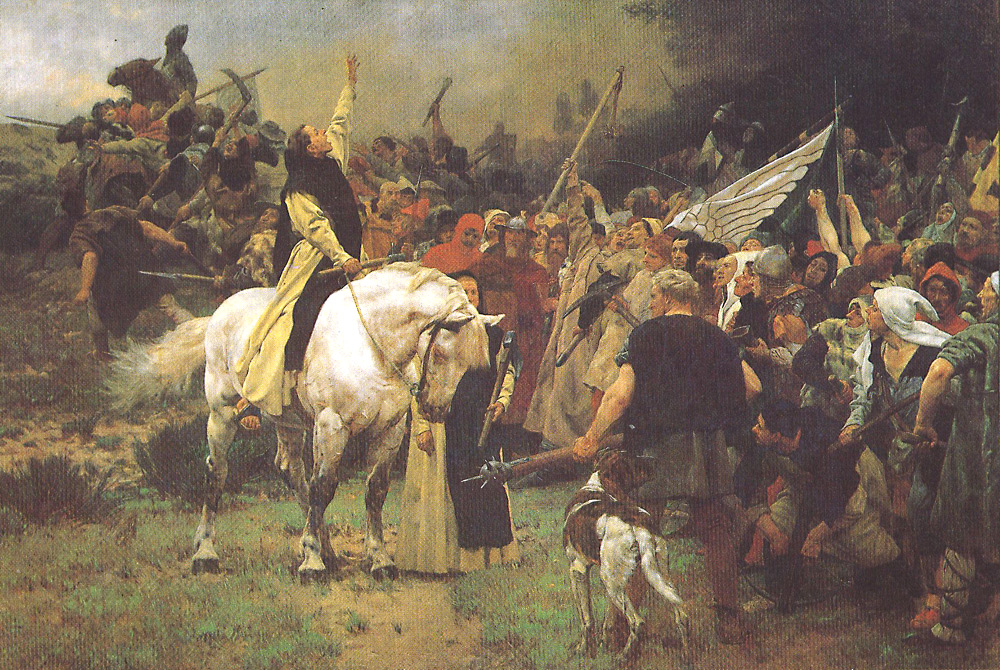
Worringenschlacht, 1288 (1893)
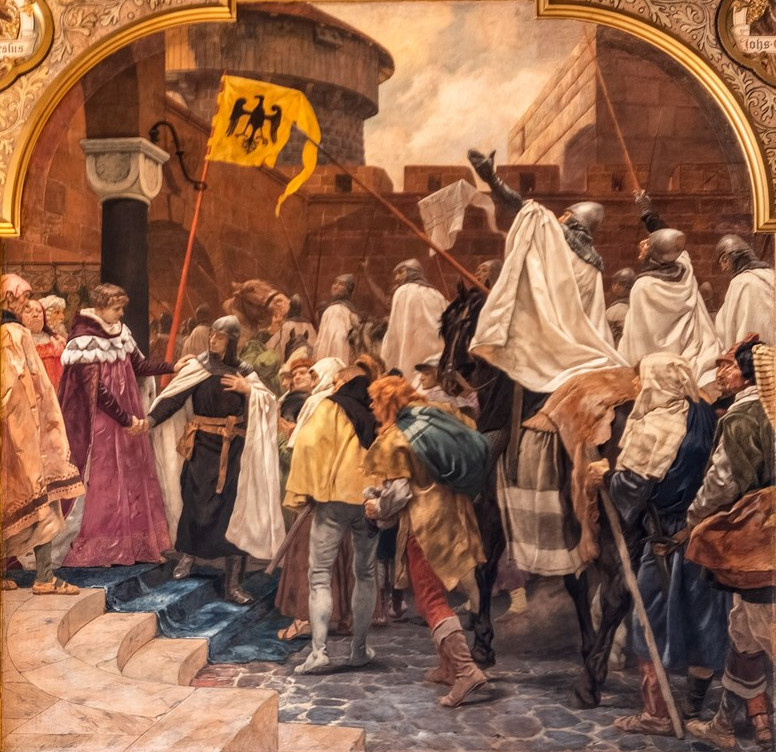
Kaiser Friedrich II. entläßt nach Preußen ziehende Deutsch-Ordensritter, 1236
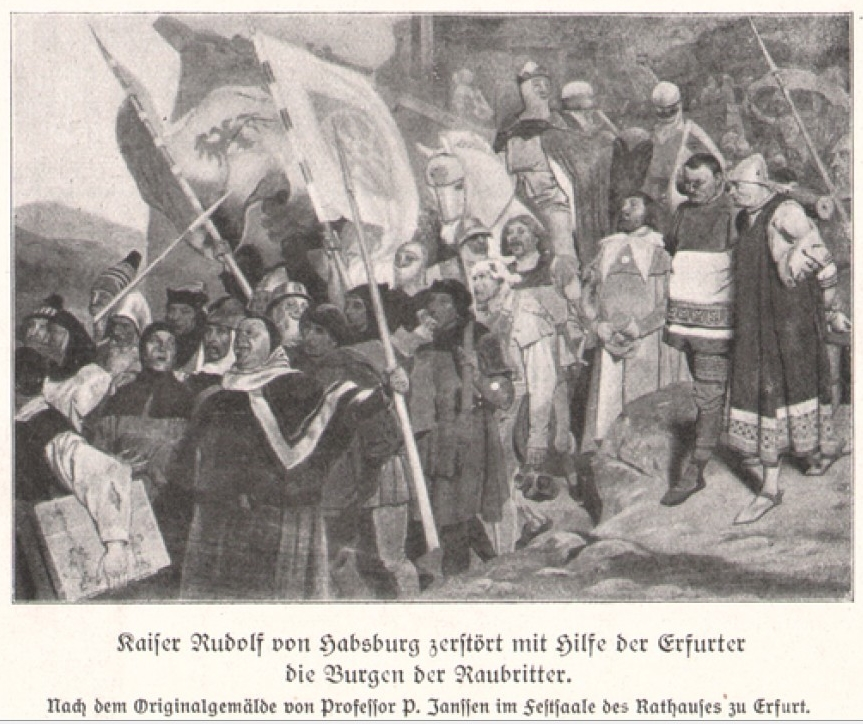
Kaiser Rudolf von Habsburg zerstört mit Hilfe der Erfurter die Burgen der Raubritter (1878–1882)
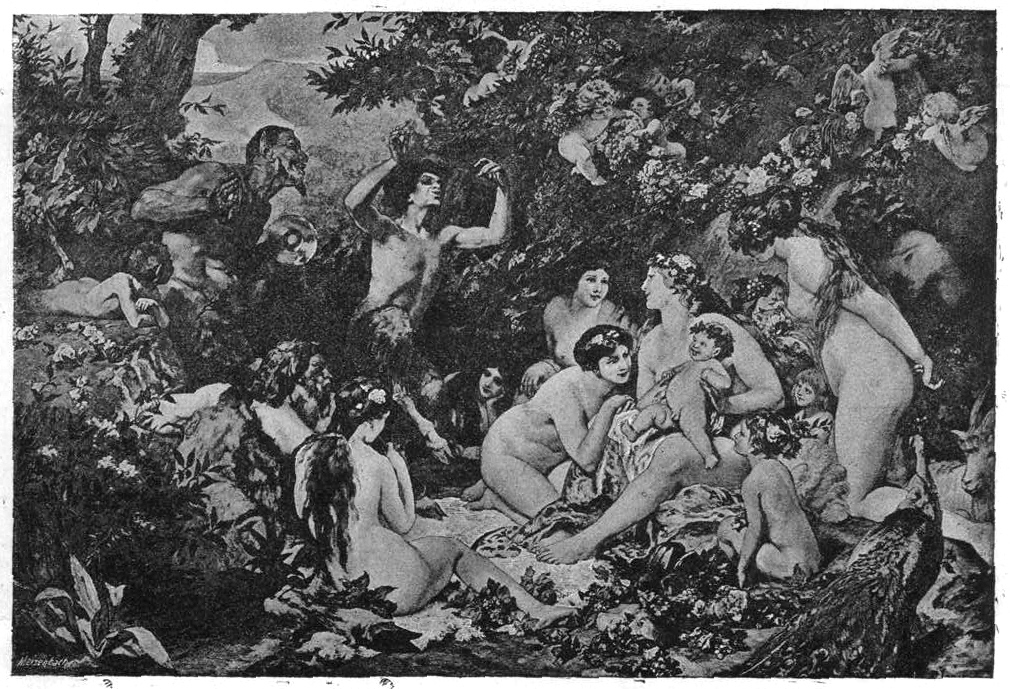
Die Kindheit des Bacchus (przed 1893)